# 일어나라, 우크라이나여!

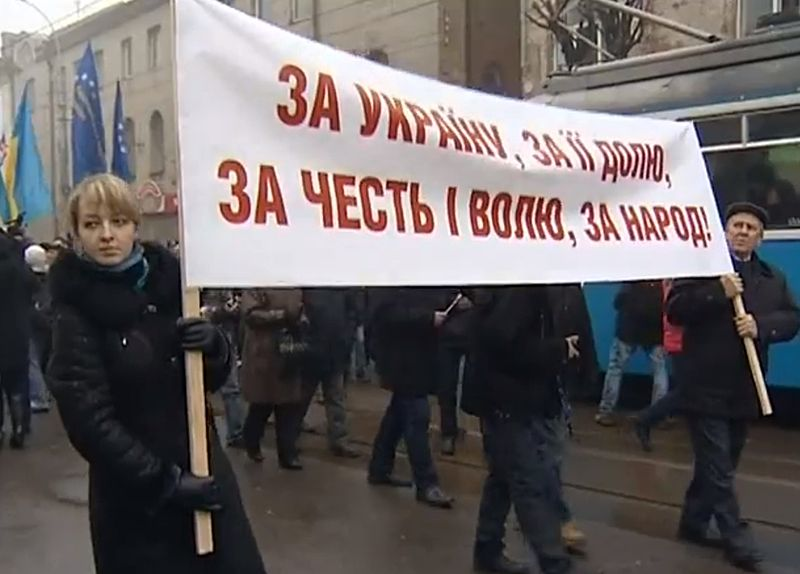
"일어나라, 우크라이나여!" 시위

"일어나라, 우크라이나여!"(우크라이나어: Вставай, Україно! 우스타바이, 우크라이노![*])는 우크라이나 야권이 연대하여 추진한 전국적인 시위이다. 빅토르 야누코비치 대통령에 대항하여 일어나고 있는 시위는 2013년 3월 14일부터 지속되었다. 사실 이 시위는 2013년 5월 18일 키예프에서 끝나도록 2개월 단위로 시작됐지만 원래의 날짜가 8월 24일로 연장됐고 이후에는 시위 종료 날짜가 정해지지 않은 상태다.

## 키예프 시위
5월 18일 기획된 첫 시위는 야당과 시민단체들이 대통령 하야를 요구하기 위해 시작됐고 이후 수도 키예프에서의 시위는 기간을 우크라이나 독립일인 8월 24일까지 연장하게 됐다.
이후 언론인과 야당 인사 등이 참여하면서 대규모 시위로 발전됐고 이들은 모든 책임을 야당에게 돌리는 여당 측이 무장 군병력, 스포츠 선수 등을 동원하여 혼란을 악화시키고 있음을 증명하려 했다. 시위에 참가한 시민의 수는 2만~3만 명 정도로 추산되고 있다.

## 같이 보기
- 유로마이단
- 오렌지 혁명
- 쿠치마 없는 우크라이나